# Pistacia lentiscus
El lentisco, entina o mata charneca (Pistacia lentiscus) es una plantafanerógama del género Pistacia, perteneciente a la familia Anacardiaceae.

## Descripción

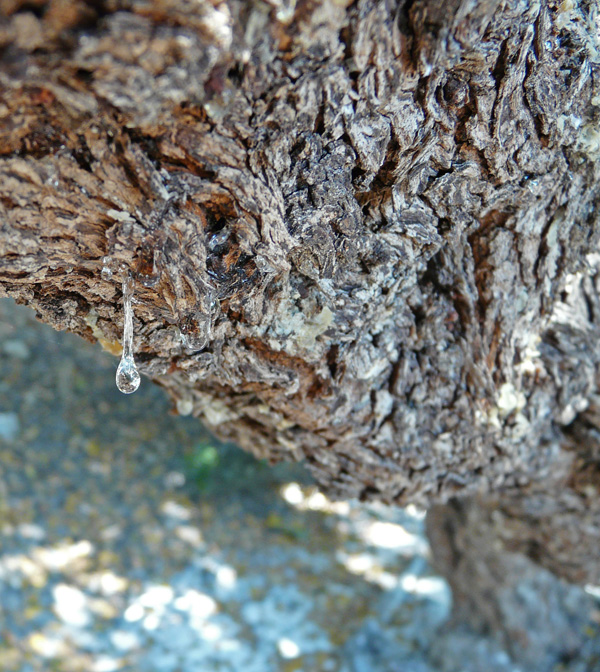
Gota de resina.

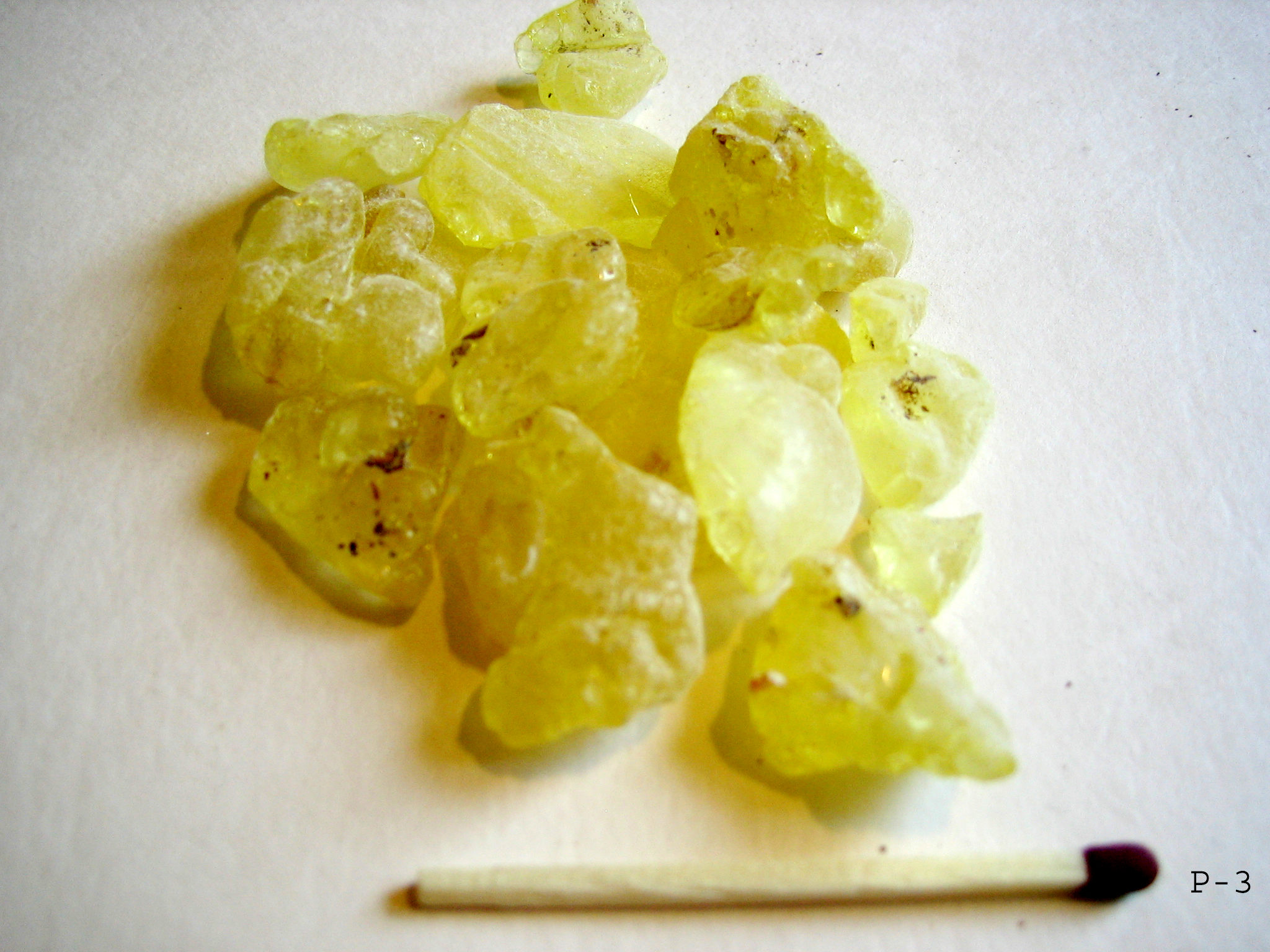
Almáciga (resina).

Se trata de un arbusto dioico (plantas macho y hembra independientes), de hojas perennes y que alcanza normalmente de 1 a 5 m de altura; con un fuerte olor a resina, crece en los matorrales secos y pedregosos de la Europa mediterránea, norte de África y Oriente Próximo.   Resiste a las fuertes heladas y a la sequía estival y se desarrolla sobre todo tipo de suelos, pudiendo medrar bien en zonas calizas e incluso salitrosas o salinas, esto hace que pueda ser abundante junto al mar.   Habita en bosques claros, zonas adehesadas, coscojales, encinares, garrigas y maquis; en collados, gargantas, cañones y laderas rocosas. Especie muy típica del área mediterránea que crece en comunidades con mirto, coscoja, palmito, aladierno, zarzaparrilla, etc. y sirve de protección y alimento a pájaros y otra fauna propia de este ecosistema. Es una especie pionera muy rústica dispersada por los pájaros y abundante en ambientes secos mediterráneos. Crece en forma de mata y a medida que envejece, desarrolla troncos gruesos y gran cantidad de ramas gruesas y largas. En áreas apropiadas, cuando se lo deja crecer libremente y se hace viejo puede convertirse en un árbol de hasta 7 metros de porte. Las acciones llevadas a cabo por el hombre, como la corta, el pastoreo y los incendios impiden muchas veces su desarrollo. 
Las hojas son alternas, coriáceas y compuestas paripinnadas (sin foliolo terminal), con 6 a 12 foliolos de un verde intenso. Presenta flores muy pequeñas, las masculinas con 5 estambres, las femeninas con estilo trífido. El fruto es una drupa, primero roja y más tarde negra al madurar, de unos 4 mm de diámetro, no comestible para el ser humano pero sí para aves, reptiles o pequeños mamíferos.

## Usos
En la época clásica y en la Grecia actual se emplea como chicle; de su látex se elabora una goma aromática llamada almáciga o mástique, usada en medicina odontológica y para hacer barnices. También se utiliza para aromatizar licores.
En zonas turísticas mediterráneas junto con palmitos y algunas plantas exóticas, es elegida para adornar jardines y resorts, debido a su fortaleza y atractivo aspecto. Al contrario que otras especies de pistacia, conserva sus hojas a lo largo de todo el año y un aspecto sano y vigoroso. Se le ha introducido como ornamental en México, donde se ha naturalizado y se le ve con frecuencia en zonas suburbanas y principalmente en zonas semiáridas donde el régimen de lluvias de verano, contrario al del clima mediterráneo, de donde es originario, no le perjudica.
Está emparentada con la cornicabra (Pistacia terebinthus) con la que hibrida fácilmente en las zonas en contacto; P. x saportae Burnat (P. lentiscus x P. terebinthus) que tiene hojas imparipinnadas, con hojuelas semipersistentes, la terminal subsésil y a veces reducida.   Sin embargo, ambas especies, ocupan biotopos distintos y escasamente solapados. El lentisco aparece en zonas más bajas y cercanas mientras que la cornicabra crece en zonas más elevadas y montañosas como el Sistema Ibérico, donde resiste mejor las heladas.

## Propiedades
- Utilizado en problemas catarrales pulmonares, para la gota y el reumatismo.
- Usado contra la diarrea, gonorrea y leucorrea.
- Se ha recomendado el uso del mástique en lociones externas contra las heridas con hemorragias o picaduras de insectos.
- Usado como anestésico para los dolores de muelas.[1]

## Taxonomía
Pistacia lentiscus fue descrita por Carlos Linneo y publicado en Species Plantarum 2: 1026. 1753.
Etimología
Pistacia: nombre genérico que según Umberto Quattrocchi dice que deriva del nombre latino pistacia de un árbol de pistache y del griego pistake, nombre de la núcula del pistache. Ambas palabras aparentemente derivan a su vez de un nombre persa o árabe antiguo.
lentiscus: epíteto
Sinonimia
- Lentiscus massiliensis Fourr.
- Lentiscus vulgaris Fourr.
- Terebinthus lentiscus (L.) Moench[4]

## Nombre común
Alantisco, almàciga, almáciga, almárciga, charneca, goma de lantisco, goma de lentisco, lantisca, lantisco, lantisquina, lentisca, lentisco, lentisco macho, lentisco real, lentisco verdadero, lentisquina, lentismo, lentisquín, masta, mata, árbol de la almáciga, xarneca